# Oswald Peraza
Oswald Dair Peraza (Barquisimeto, Venezuela, 15 de junio de 2000), más conocido como Oswald Peraza, es un jugador profesional venezolano de béisbol que se desempeña en la posición de tercera base en Los Angeles Angels, equipo de las Grandes Ligas de Béisbol (MLB).

## Carrera
En 2022, Peraza hizo su debut en la MLB con el equipo New York Yankees, donde lleva jugando tres temporadas.
En julio de 2025, Peraza fue transferido a Los Angeles Angels a cambio de un jardinero de ligas menores y un bono de dinero internacional.